# Samenhügel

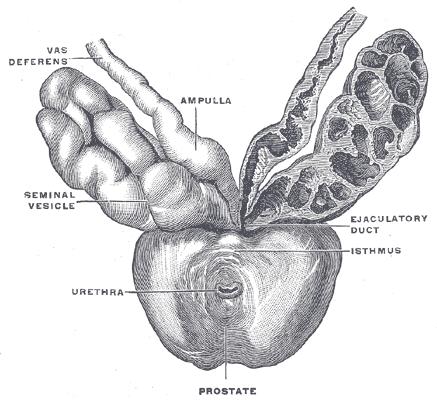
Tiefere anatomische Strukturen und Beziehung der Prostata zu Samenleiter und Urethra

Der Samenhügel (lateinisch Colliculus seminalis) ist eine Schleimhautfalte in der Hinterwand der männlichen Harnröhre (Urethra masculina). Er befindet sich im Bereich der Prostata und ist zugleich die Mündungsstelle des Samenleiters (Vas deferens) mit der Bläschendrüse sowie der meisten der Ausführungsgänge der Prostata in die Harnröhre.